# Bill Biggart
Bill Biggart (Berlim, 1947 - Nova York, 11 de setembro de 2001) foi um fotógrafo americano. Bill ganhou notoriedade pelas fotos que fez no World Trade Center pouco antes de morrer soterrado pelo destroços do maior ataque terrorista, em solo americano, no dia 11 de setembro de 2001.